# Бороздин, Лев Андреевич
Лев Андреевич Бороздин (1801 — после 1871) — надворный советник, майор, предводитель дворянства Чигиринского уезда.

## Биография
Владелец имения Телепино, майор в отставке, предводитель дворянства Чигиринского уезда в 1840—1857 годах. В 1850—1860 годах почётный смотритель Златопольского уездного дворянского училища. Получив от матери в наследство село Вербовка, продал его Елене Стааль.

## Семья
Отец Андрей Михайлович Бороздин (1765—1838) — генерал-лейтенант, сенатор, таврический гражданский губернатор.
Мать Софья Львовна Давыдова (1772—1854) — родная сестра декабриста Василия Давыдова.
Сестра Мария Андреевна Бороздина (1804—1849) — жена декабриста Иосифа Викторовича Поджио и князя Александра Ивановича Гагарина.
Сестра Екатерина Андреевна Бороздина (1807—1839) — жена декабриста Владимира Николаевича Лихарева.

## Награды
- Кавалер ордена Святого Владимира 4 степени
- Кавалер ордена Святой Анны 2 степени